# Discogs
Discogs, prescurtare pentru discografii, este un web-site și bază de date de informații cu privire la înregistrările audio, inclusiv produsele comerciale, promoționale, bootleg sau independente. În prezent, serverele Discogs, găzduite sub numele domeniului discogs.com, sunt deținute de Zink Media, Inc, și sunt situate în Portland, Oregon, Statele Unite ale Americii. Discogs este una dintre cele mai mari baze de date on-line de produse de muzică electronică și produse de vinil. 
Numele de domeniu discogs.com a fost înregistrat în august 2000, iar Discogs însuși a fost lansat,inițial ca o bază de date de muzică electronică în noiembrie 2000, de către programatorul, DJ-ul și melomanul Kevin Lewandowski.